# Biblioteca Pública del Distrito de Columbia

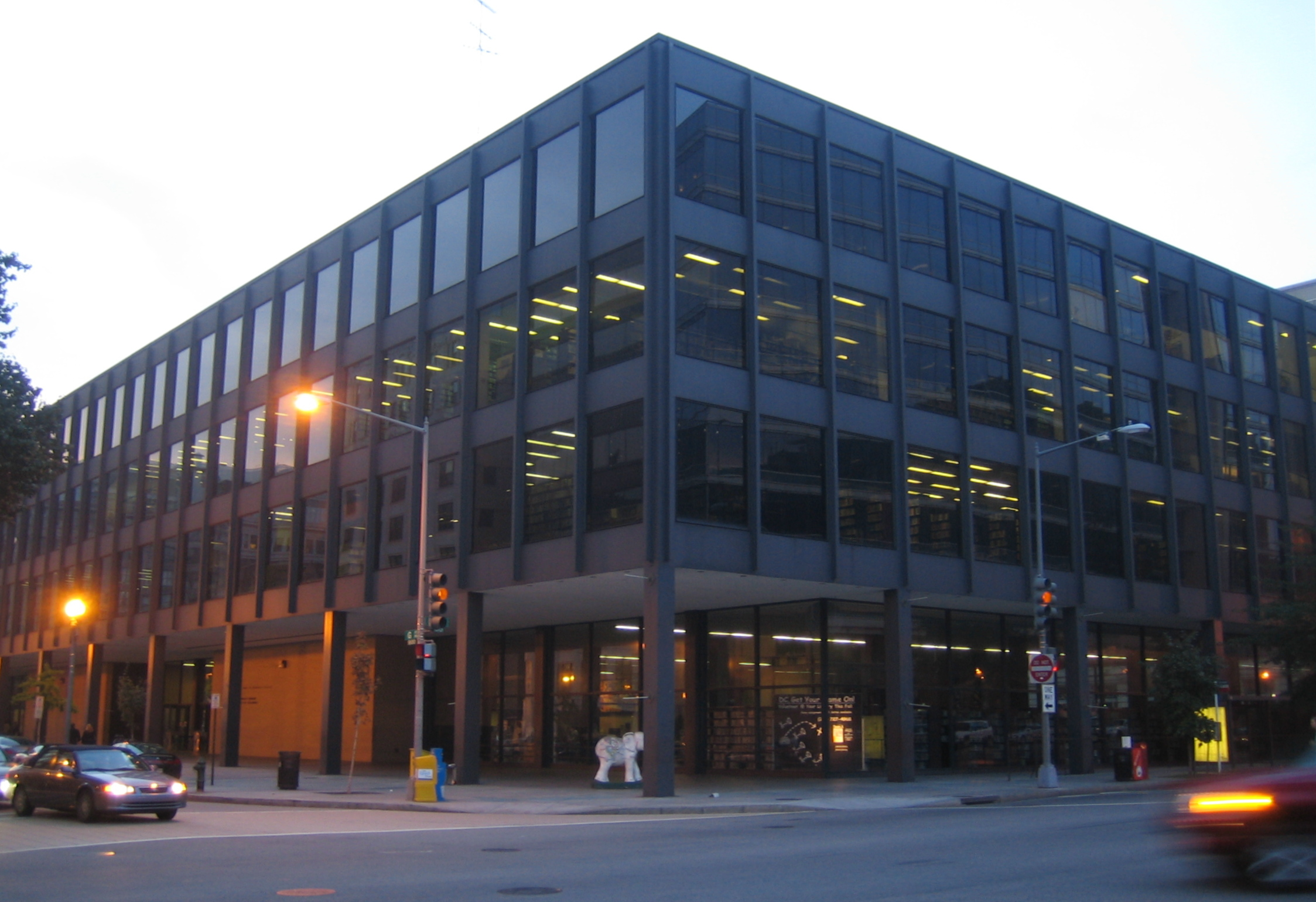
Biblioteca Martin Luther King, Jr., la biblioteca central

La Biblioteca Pública del Distrito de Columbia (en inglés: District of Columbia Public Library; DCPL) es el sistema municipal de bibliotecas públicas en Washington D. C.. Gestiona la Biblioteca Martin Luther King, Jr., la biblioteca central, y 24 otras bibliotecas.

## Bibliotecas
- Biblioteca Martin Luther King, Jr.
- Anacostia Neighborhood Library
- Bellevue / William O. Lockridge Library
- Capitol View Neighborhood Library
- Chevy Chase Neighborhood Library
- Cleveland Park Neighborhood Library
- Deanwood Neighborhood Library
- Francis A. Gregory Neighborhood Library
- Georgetown Neighborhood Library
- Juanita E. Thornton/Shepherd Park Neighborhood Library
- Lamond-Riggs Neighborhood Library
- Mount Pleasant Library
- Northeast Neighborhood Library
- Northwest One Library
- Palisades Neighborhood Library
- Parklands-Turner Neighborhood Library
- Petworth Neighborhood Library
- Rosedale Neighborhood Library
- Southeast Neighborhood Library
- Southwest Neighborhood Library
- Takoma Park Neighborhood Library
- Tenley-Friendship Neighborhood Library
- Watha T. Daniel/Shaw Neighborhood Library
- West End Neighborhood Library